# Nils Dacke
Nils Dacke (ca. 1510 - Södra More, agosto de 1543) fue un campesino y líder rebelde católico sueco, que encabezó en 1542 una sublevación conocida como la Guerra de Dacke, en contra del rey Gustavo I de Suecia.
Nils Dacke era uno de los jefes campesinos de Småland que vieron afectados sus intereses por las reformas de Gustavo Vasa. Este rey había introducido la reforma protestante, por medio de la cual confiscó las propiedades de la Iglesia católica (una institución con raigambre entre la clase campesina) otorgándolas a la abusiva alta nobleza. Además, el sistema de recaudación del rey, más efectivo para el Estado, contó con la oposición de los campesinos, lo mismo que el nuevo sistema de gobierno centralizado, que prohibía el comercio de las provincias sureñas suecas con las provincias danesas de la Península Escandinava.
La primera vez que Dacke aparece en la historia es en 1536, cuando mató a un fogde (una especie de representante real). Se especula que en entonces contaría con unos 30 años y tendría por lo menos un hijo. Tras ese acontecimiento fue un prófugo de la justicia hasta que finalmente se entregó y fue condenado a pagar una multa de 200 marcos, una suma muy grande para esa época. Con ayuda de sus familiares y/o vecinos de su tierra natal, la centena de Södra More, pudo reunir un dinero y establecerse en una colonia campesina cerca de la provincia danesa de Blekinge.
Su nombre reaparece en la historia algunos años después, en junio de 1542, esta vez como líder de los campesinos de la centena que decidieron poner fin por su propia mano a los abusos de los representantes reales en la región levantándose en armas contra la autoridad. Tan sólo dos meses después de iniciada la rebelión, ésta era un éxito y Dacke tenía ya una posición de liderazgo muy grande en Småland para que el rey se viera obligado a pactar la paz, el 8 de noviembre de 1542. Nils Dacke se convirtió en el gobernante de facto de Småland y dio marcha atrás a las reformas del rey en la provincia, restableciendo el comercio con Dinamarca y las misas católicas, entre otras iniciativas.
La paz fue rota por el rey, quien llegó a Småland en el verano de 1543. Prevenido de las tácticas insurgentes, el rey ganó una victoria decisiva en las cercanías de Virserum. Según la tradición, Nils Dacke fue herido en esa ocasión de ambas piernas, pero pudo escapar y mantenerse fugitivo durante dos meses.
Dacke murió en agosto de 1543, acribillado por soldados en las proximidades de la frontera con Dinamarca, en la tierra que había trabajado antes de levantarse en armas. Su cuerpo fue "ejecutado" de manera póstuma, y su cabeza fue expuesta en una pica en Kalmar junto a la de otros rebeldes. Gustavo Vasa ordenó la ejecución de toda su familia.
Nils Dacke ha estado muy ligado a la memoria histórica y cultural de Småland, donde se han erigido monumentos y se han nombrado calles e instituciones en su honor. Es visto por algunos como un héroe popular y un mártir de la lucha campesina en favor de la libertad.